# Coenonympha vaucheri
Coenonympha vaucheri is een vlinder uit de onderfamilie Satyrinae van de familie Nymphalidae. De wetenschappelijke naam van de soort is voor het eerst geldig gepubliceerd in 1905 door Blachier.

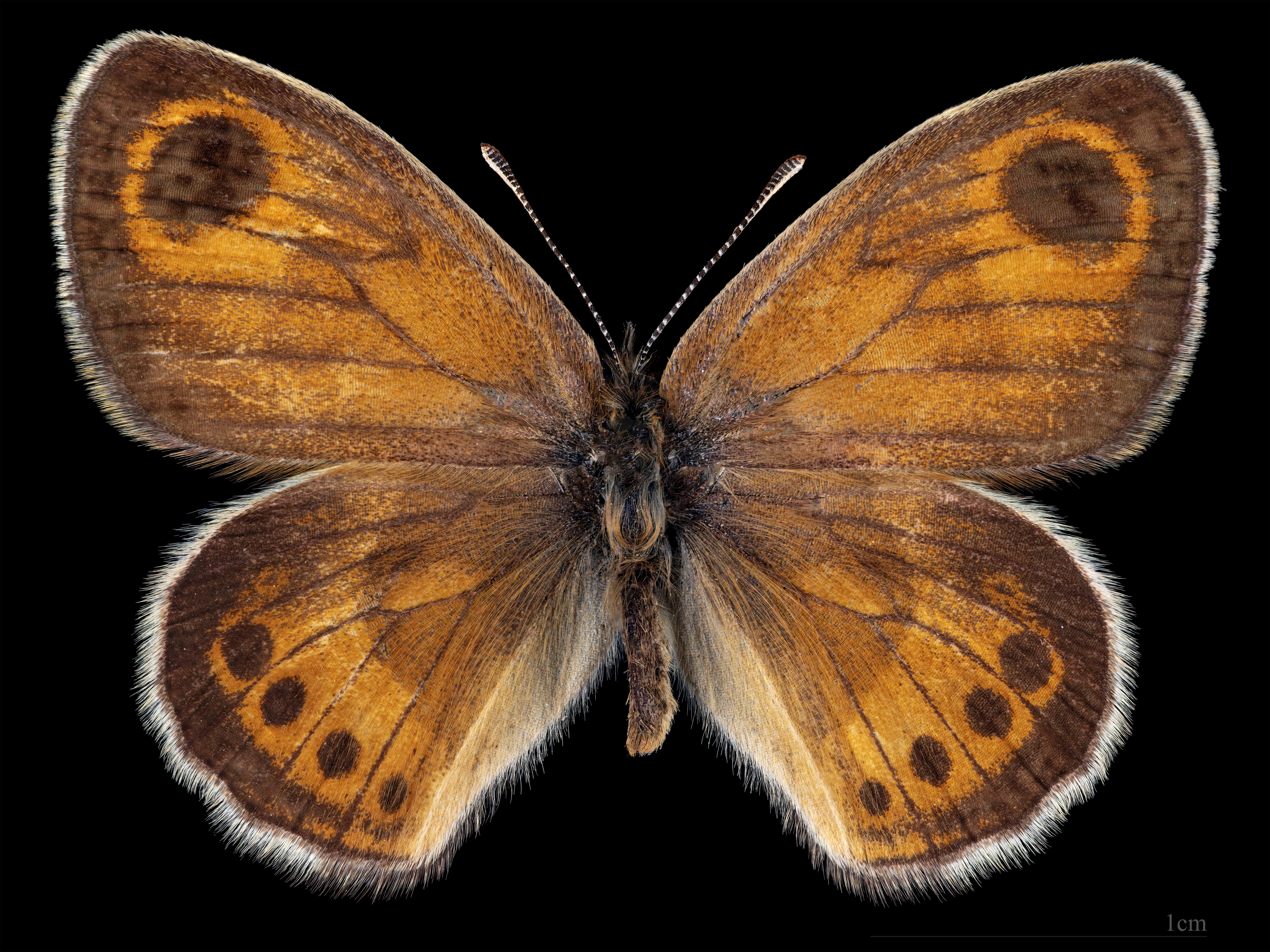
Coenonympha vaucheri ♂
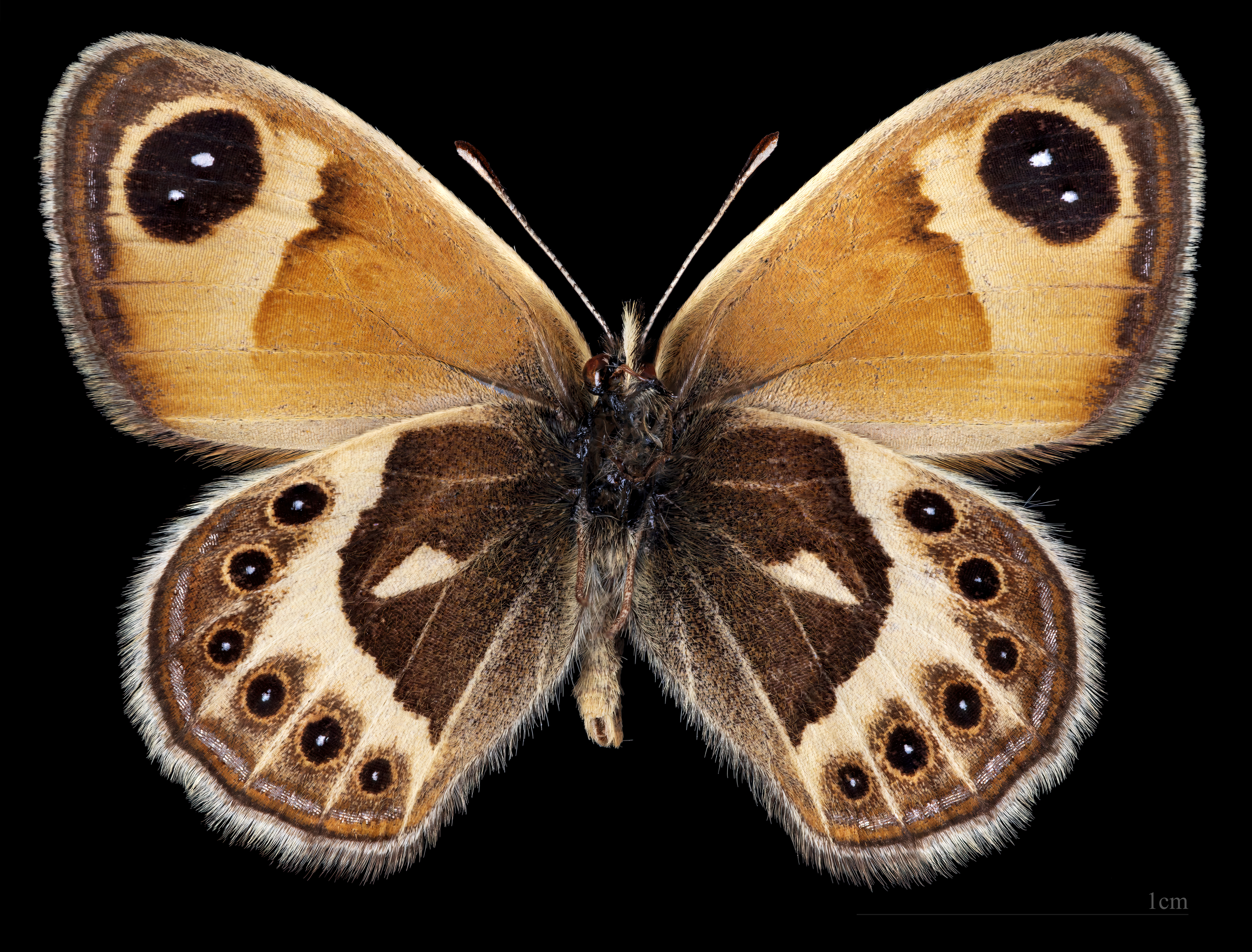
Coenonympha vaucheri ♂  △